# Rapülők
Rapülők war ein ungarisches Pop-Rap-Trio, das mit seinen Erfolgen in den 1990er Jahren zu den erfolgreichsten Vertretern des Rap in Ungarn zählt.

## Bandgeschichte
Die drei Musiker Péter Geszti, Gábor Berkes und Gábor Szentmihályi kannten sich bereits von der vielköpfigen Popband Első Emelet, die in den 1980ern erfolgreich war. 1992 schlossen sie sich zusammen und nahmen ein Album auf, bei dem Geszti als Sänger und Rapper auftrat. Dabei orientierten sie sich an der mit Rap versetzten Popmusik der späten 80er und 90er Jahre. Zu ihren beliebtesten Stücken zählt neben Áj láv jú (= I Love You) die ungarische Version des Holiday Rap von MC Miker G & Deejay Sven. Bekannt waren sie vor allem auch für ihre unterhaltsamen und humorvollen Bühnenauftritte.
Das Album hieß wie die Band Rapülők und setzte sich im September 1992 an die Spitze der ungarischen Albumcharts. Mit einer Unterbrechung von zwei Wochen hielt es sich bis einschließlich Februar 1993 auf Platz eins und hält mit 22 Nummer-eins-Wochen den Rekord in Ungarn. Knapp ein Jahr nach dem Debüt folgte mit Rapeta bereits das zweite Album und erneut stiegen sie damit auf Platz eins. Weitere 12 Wochen belegte das Trio die Spitzenposition bis über den Jahreswechsel hinaus ins Jahr 1994. Insgesamt verkauften Rapülők von beiden Alben zusammen über eine halbe Million Exemplare und brachten zwei Platinauszeichnungen.
Trotz des großen Erfolgs wollten die Musiker das Projekt jedoch nicht fortsetzen und lösten es noch im selben Jahr auf. In der Sportarena von Budapest gaben sie vier ausverkaufte Abschiedskonzerte. Die drei Mitglieder widmeten sich anderen Projekten, Geszti wurde beispielsweise Mitglied von Jazz+Az, die ebenfalls sehr erfolgreiche Alben produzierten.
Jedoch blieb der Gedanke einer Wiedervereinigung bestehen und zwölf Jahre nach der Trennung fanden alle drei Zeit, um sich noch einmal zu einem Album zusammenzuschließen. Es heißt Riszájkling (= Recycling) und besteht aus Neuaufnahmen alter Songs, alle in verschiedenen Stilrichtungen wie Swing, Latin, Reggae, Disco und Numetal. Vor allem waren es wieder die Shows in der Sportarena, die die Fans anzogen, aber auch das Album schaffte es Anfang 2006 erneut auf Platz eins und erreichte Gold-Status. 
Zehn Jahre später wurde noch einmal ein Best-of-Album des Raptrios veröffentlicht. Auch diese Kompilation erreichte wieder die Chartspitze. 2024 gab es noch einmal eine Vinyl-Veröffentlichung des Debütalbums und auch sie stand noch einmal auf Platz 1 der ungarischen Charts.

## Mitglieder
- Péter Geszti (* 9. Mai 1964 in Budapest), alias MC Gesztenye, Sänger und Rapper
- Gábor Berkes (* 31. Dezember 1962 in Budapest), alias T. Boy, Keyboarder
- Gábor Szentmihályi, alias Michel de Lux, Schlagzeuger

## Diskografie
Alben
- Rapülők (1992)
- Rapeta (1993)
- Riszájkling (2006)
- Beszt Of (2017)